# Asplenium trifoliatum
Asplenium trifoliatum är en svartbräkenväxtart som beskrevs av Edwin Bingham Copeland. Asplenium trifoliatum ingår i släktet Asplenium och familjen Aspleniaceae. Inga underarter finns listade.